# Venia
Venia, fullständig benämning venia concionandi, är ett särskilt tillstånd för lekman att predika vid gudstjänst i Svenska kyrkan. En person som innehar venia benämnes veniat. Venia utdelas av kyrkoherde eller biskop.